# Santa Teresa (Santa Fe)
Santa Teresa is een plaats in het Argentijnse bestuurlijke gebied  Constitución in de provincie Santa Fe. De plaats telt 3.264 inwoners.